# Klemens Oleksik
Klemens Oleksik (ur. 1 sierpnia 1918 w miejscowości Zwoleń koło Radomia, zm. 28 sierpnia 1992 w Olsztynie) – polski poeta, prozaik, autor utworów dla dzieci i młodzieży.

## Życiorys
Studiował na Wydziale Humanistycznym Uniwersytetu Poznańskiego. W latach 1935–1937 w nowicjacie księży misjonarzy. W okresie okupacji działał w tajnym szkolnictwie, a od 1943 roku walczył w oddziałach partyzanckich Batalionów Chłopskich. Po wojnie mieszkał najpierw w Poznaniu, a później w Olsztynie. Debiutował jako poeta w 1945 roku na łamach miesięcznika „Posłaniec Świętej Rodziny”. W latach 1959–1963 był redaktorem czasopisma „Warmia i Mazury”. W 1959 roku otrzymał nagrodę Wojewódzkiej Rady Narodowej w Olsztynie.
Spoczywa na cmentarzu komunalnym w Olsztynie (kw. 11B rząd 2 grób 6).

## Twórczość
- Zbudowali duże miasto
- Powołanie Daniela
- Czarownica znad Bełdan (Wydawnictwo Pojezierze, Olsztyn 1984)
- Ma Agata gęś siodłata
- Drzewo życia
- Dobre i złe przygody parobka Roztropka
- Legenda o diamentowym pierścieniu
- Cmentarz w lesie
- Spalony
- Pięć poematów
- Wywołaj mnie z lasu
- Krzak jałowca[2]
- Krewni mojej matki[3]
- Pył tamtych dróg[4]